# 시청자미디어재단
재단법인 시청자미디어재단(視聽者-財團, Community Media Foundation)은 국민의 미디어복지와 방송 컨텐츠 향상을 실현하기 위하여 설립한 방송통신위원회 산하의 공공기관이다. 홈페이지는 https://kcmf.or.kr/KCMF/main/index.do이며, 주소는 서울특별시 영등포구 국회대로74길 4에 있다.

## 단체장
- 최철호 - 재단이사장

## 주요 업무
- 미디어에 대한 교육과 체험 홍보
- 시청자 제작 방송 프로그램의 지원
- 각종 방송 제작 설비의 이용 지원
- 시청자의 방송 참여 및 권익 증진

## 같이 보기
- 과학기술정보통신부